# کارل تیلور کامپتون
الگو:Infobox university president

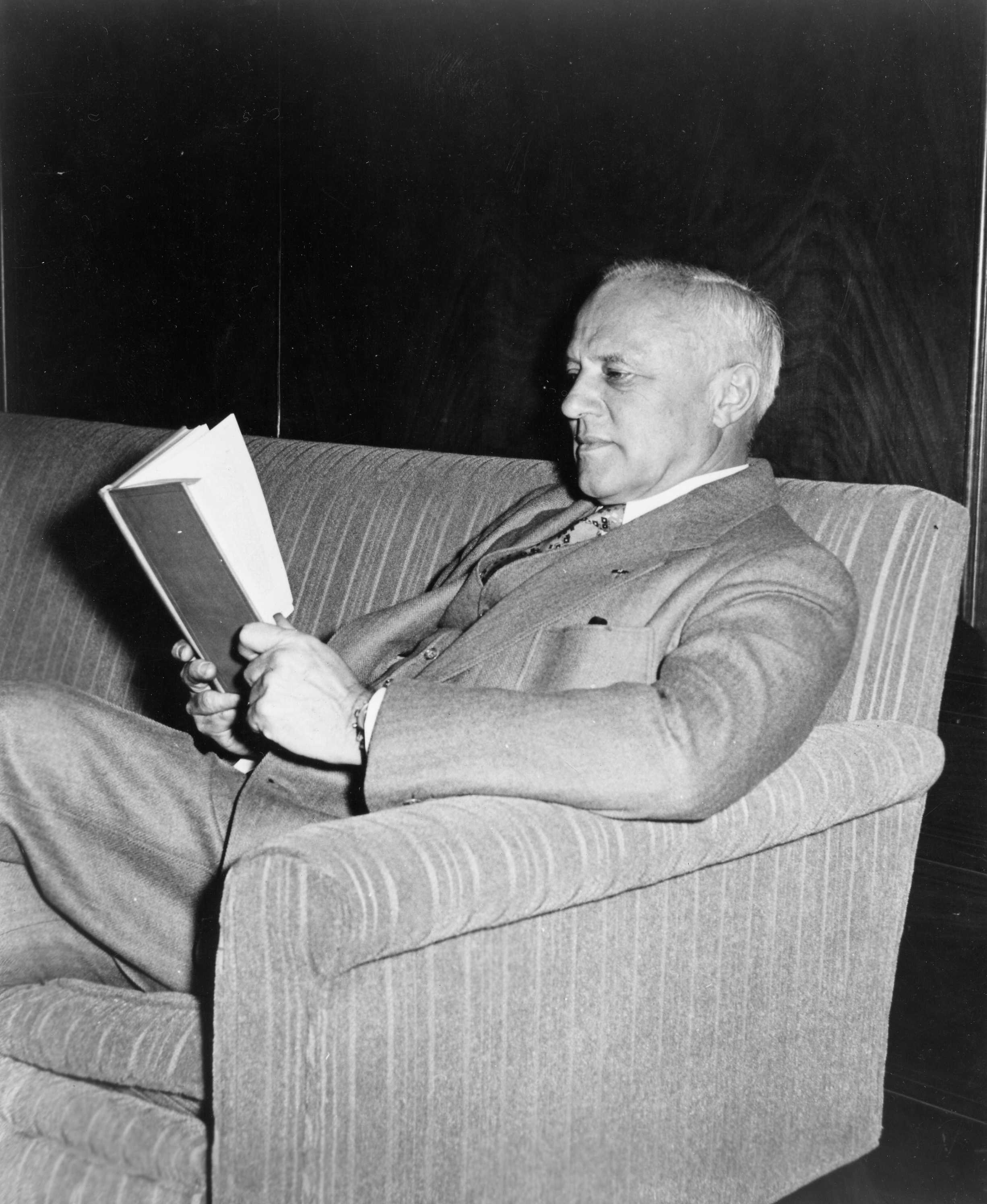
کارل تیلور کامپتون

کارل تیلور کامپتون (انگلیسی: Karl Taylor Compton؛ زاده ۱۴ سپتامبر ۱۸۸۷ درگذشته ۲۲ ژوئن ۱۹۵۴) یک فیزیک‌دان اهل ایالات متحده آمریکا بود.